# Чернушка (приток Кобры)

Чернушка — река в России, протекает в Даровском районе Кировской области. Устье реки находится в 42 км по правому берегу реки Кобра. Длина реки составляет 22 км.
Река берёт начало на Северных Увалах в урочище Кокуши в 20 км к западу от посёлка Даровской. После истока река течёт на восток, в среднем течении протекает деревни Хохловщина, Ширкуны и Недозориха (Даровское городское поселение). Впадает в Кобру в 3 км к северо-западу от посёлка Даровской.

## Данные водного реестра
По данным государственного водного реестра России относится к Камскому бассейновому округу, водохозяйственный участок реки — Вятка от города Киров до города Котельнич, речной подбассейн реки — Вятка. Речной бассейн реки — Кама.
По данным геоинформационной системы водохозяйственного районирования территории РФ, подготовленной Федеральным агентством водных ресурсов:
- Код водного объекта в государственном водном реестре — 10010300312111100035836
- Код по гидрологической изученности (ГИ) — 111103583
- Код бассейна — 10.01.03.003
- Номер тома по ГИ — 11
- Выпуск по ГИ — 1